# Вершинно-транзитивный граф
В теории графов вершинно-транзитивным графом называется граф G такой, что для любых двух вершин v1 и v2 графа G существует автоморфизм
{\displaystyle f:V(G)\rightarrow V(G)\ }
такой, что
{\displaystyle f(v_{1})=v_{2}.\ }
Другими словами, граф вершинно-транзитивен, если его группа автоморфизма действует транзитивно относительно вершин.
Граф вершинно-транзитивен тогда и только тогда, когда результаты автоморфизмов его дополнения идентичны.
Любой симметричный граф без изолированных вершин является вершинно-транзитивным, и любой вершинно-транзитивный граф является регулярным. Однако не все вершинно-транзитивные графы симметричны (например, рёбра усечённого тетраэдра), и не все регулярные графы вершинно-транзитивны (например, граф Фрухта и граф Титце).

## Примеры конечных графов

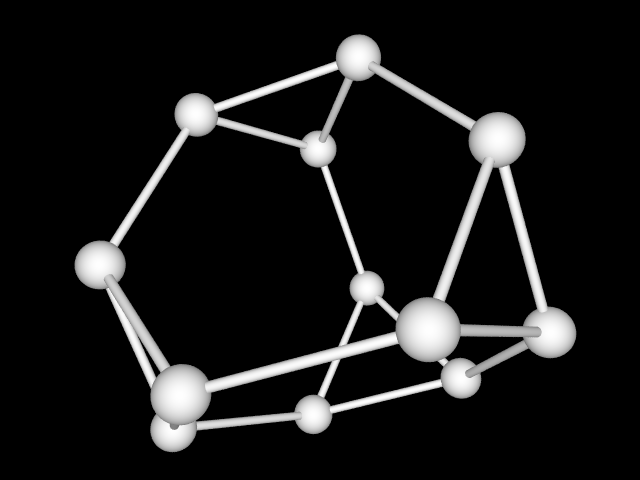
Рёбра усечённого тетраэдра формируют вершинно-транзитивный граф (одновременно и граф Кэли), не являющийся симметричным.

Множество конечных вершинно-транзитивных графов включает симметричные графы (такие как граф Петерсена, граф Хивуда и вершины и рёбра правильных многогранников). Конечные графы Кэли (такие как соединённые в куб циклы) являются вершинно-транзитивными, как и вершины и рёбра архимедова тела (хотя только 2 из них симметричны). Поточник, Спига и Веррет (Potočnik, Spiga, Verret) создали перепись всех связных кубических (то есть с вершинами степени 3) вершинно-транзитивных графов с числом вершин, не превышающим 1280.

## Свойства
Рёберная связность вершинно-транзитивного графа равна степени d, в то время как вершинная связность будет как минимум 2(d+1)/3.
Если степень равна 4 или меньше, или граф также рёберно транзитивен, или граф является минимальным графом Кэли, то вершинная связность будет равна d.

## Примеры бесконечных графов
Бесконечные вершинно-транзитивные графы включают:
- бесконечные пути (бесконечные в обоих направлениях);
- бесконечные регулярные деревья, то есть графы Кэли свободной группы;
- графы однородных паркетов (см. полный список[англ.] паркетов на плоскости), включая все паркеты из правильных многоугольников;
- бесконечные графы Кэли;
- Граф Радо.

Два счётных вершинно-транзитивных графа называются квазиизометричными, если отношение их функций расстояния ограничено снизу и сверху. Хорошо известная гипотеза утверждяет, что любой бесконечный вершинно-транзитивный граф квазиизоморфен графу Кэли. Контрпример был представлен Рейнхардом Дистелем (Reinhard Diestel) и Имре Лидером (Imre Leader) в 2001-м году.
В 2005-м году Эскин, Фишер и Вайт (Eskin, Fisher, Whyte) подтвердили верность контрпримера.